# Cabinet fantôme Andrew R. T. Davies IV
Depuis 2021
R. T. Davies III
Le quatrième cabinet fantôme d’Andrew R. T. Davies est le cabinet du chef de l’opposition depuis le 27 mai 2021, sous la VIe législature du Parlement gallois.
Dirigé par Andrew R. T. Davies, reconduit en tant que chef du groupe conservateur à la suite des élections générales du Senedd du 6 mai 2021, il s’oppose au second gouvernement conduit par le premier ministre travailliste Mark Drakeford, formé deux semaines plus tôt. Il succède au troisième cabinet fantôme d’Andrew R. T. Davies, nommé la même année, quelques mois avant la dissolution du Senedd.

## Histoire

### Contexte politique
Depuis la création de l’assemblée nationale pour le pays de Galles en mai 1999, les conservateurs constituent une force politique d’opposition aux exécutifs formés successivement par le Parti travailliste gallois, tantôt seul, tantôt en coalition avec d’autres formations comme avec les démocrates libéraux entre 2000 et 2003 ou encore les nationalistes de Plaid Cymru pendant la IIIe Assemblée galloise. Aussi, à la suite de la participation gouvernementale des nationalistes, le Parti conservateur gallois forme l’« opposition officielle » entre juillet 2007 et avril 2011. Progressant en nombre de voix et en sièges d’élections en élections, les Tories détrônent Plaid au scrutin de mai 2011 en tant que groupe politique majoritaire dans l’opposition.
Pourtant, lors des élections générales de mai 2016, mené pour la première fois par Andrew R. T. Davies, le parti conservateur est devancé par les travaillistes et les nationalistes — dirigés respectivement par Carwyn Jones et Leanne Wood — si bien qu’il est relégué au statut de troisième parti au sein du Senedd au début de la Ve législature. Néanmoins, à partir d’avril 2017, du fait de changements d’affiliations parlementaires de certains membres de l’Assemblée, les conservateurs de Cardiff Bay reprennent le rôle de premier groupe politique ne participant pas au gouvernement grâce à l’intégration de l’eurosceptique Mark Reckless au sein du parti parlementaire, et, à la suite de cet événement, Andrew R. T. Davies se qualifie de nouveau comme le « chef de l’opposition ». Ce dernier renonce toutefois en juin 2018 à la direction du groupe conservateur, qui, à compter de septembre, admet Paul Davies comme chef,,,.
Le nouveau chef des conservateurs et chef de l’opposition au Senedd, qui constitue un cabinet fantôme le 18 septembre 2018, est opposé à partir de décembre au premier ministre Mark Drakeford, à la tête d’un gouvernement majoritaire soutenu par le groupe travailliste ainsi que deux non-inscrits à la chambre. Avec en ligne de mire les élections générales du Senedd de 2021, Paul Davies remanie son équipe de ministres fantômes le 17 juillet 2020, mais, quelques mois plus tard, il démissionne le 23 janvier 2021 de sa position de chef du groupe conservateur à la suite d’une affaire de consommation d’alcool durant une période d’interdiction de vente — au cours de la pandémie de Covid-19 — rendue publique quelques jours plus tôt,,,.
À la suite d’une réunion extraordinaire tenue le 24 janvier 2021, Andrew R. T. Davies est appelé par les autres membres de son groupe politique à reprendre les rênes du parti conservateur. Le jour-même, il annonce son cabinet fantôme qui écarte volontairement les personnalités de sa formation politique potentiellement impliquées dans l’épisode de consommation illicite de boissons dans l’enceinte parlementaire. Aussi, il conduit le Parti conservateur gallois au scrutin de mai 2021 qui se traduit par la plus grande performance électorale jamais réalisée par les Tories puisque 16 représentants issus de ses rangs sont envoyés au Senedd, plus de la moitié n’ayant jamais siégé à la chambre. Compte tenu des circonstances particulières par lesquelles il a été placé à la tête des conservateurs en début d’année, Andrew R. T. Davies annonce au lendemain des élections qu’il n’est pas un chef « intérimaire » et qu’il a l’intention de conduire le parti conservateur aux prochaines élections prévues en 2026,,,.
Aussi, le 12 mai 2021, à la séance d’installation du VIe Senedd, Andrew R. T. Davies reprend son rôle de dirigeant du groupe conservateur et son statut de chef de l’opposition au Parlement gallois. Bien qu’il admette le deuxième contingent le plus nombreux au Parlement gallois, le parti conservateur ne parvient pas à faire élire un de ses représentants aux fonctions de président et vice-président, dignités assignées respectivement à la sortante Elin Jones (Plaid) et au travailliste David Rees. Réélu premier ministre, Mark Drakeford désigne le 13 mai son équipe gouvernementale, qui, minoritaire, est uniquement composée de représentants issus du groupe travailliste. Emmenés par Adam Price, les nationalistes annoncent de leur côté leur « cabinet fantôme » une semaine plus tard, le 21 mai,,,,.

### Mise en place et évolution du cabinet fantôme
Hormis la désignation de Laura Anne Jones à la tête du groupe conservateur au moment de l’entrée en fonction de la législature, aucun ministre fantôme n’est nommé par Andrew R. T. Davies dans les premiers jours suivant sa réinstallation en tant que chef. Toutefois, le 18 mai, le groupe confirme le retour de Darren Millar dans la position de whip en chef, lui qui avait démissionné de ses fonctions au même moment que Paul Davies, et qui n’avait pas été reconduit dans le précédent cabinet fantôme. Sa nomination suit de peu la proposition de son nom pour le comité des Affaires parlementaires en tant que représentant des conservateurs, qui est adoptée le lendemain,,.
Le 27 mai 2021, le cabinet fantôme est annoncé par Andrew R. T. Davies. Tous les membres du groupe parlementaire disposent d’un portefeuille fantôme ou d’une responsabilité propre, y compris les nouveaux arrivants au sein du Parlement gallois. Aussi, malgré l’abandon de toutes ses fonctions politiques depuis le début de l’année et alors que les instructions sur l’incident survenu en décembre 2020 n’ont pas été rendues publiques, l’ancien chef Paul Davies reprend un rôle dans l’équipe en tant que ministre fantôme de l’Économie,,,.

## Composition
| Portefeuille ou responsabilité                      | Identité             | Mandat                             | Groupe | Groupe        |
| --------------------------------------------------- | -------------------- | ---------------------------------- | ------ | ------------- |
| Chef du groupe                                      | Andrew R. T. Davies  | En fonction depuis le 12 mai 2021  |        | Conservateurs |
| Chef de l’opposition                                | Andrew R. T. Davies  | En fonction depuis le 12 mai 2021  |        | Conservateurs |
| Constitution Nord du pays de Galles                 | Darren Millar        | En fonction depuis le 27 mai 2021  |        | Conservateurs |
| Whip en chef du groupe                              | Darren Millar        | En fonction depuis le 18 mai 2021  |        | Conservateurs |
| Égalité Vice-whip du groupe                         | Altaf Hussain        | En fonction depuis le 27 mai 2021  |        | Conservateurs |
| Changement climatique                               | Janet Finch-Saunders | En fonction depuis le 27 mai 2021  |        | Conservateurs |
| Commissaire du Senedd                               | Janet Finch-Saunders | En fonction depuis le 23 juin 2021 |        | Conservateurs |
| Culture, Tourisme et Sports                         | Tom Giffard          | En fonction depuis le 27 mai 2021  |        | Conservateurs |
| Économie                                            | Paul Davies          | En fonction depuis le 27 mai 2021  |        | Conservateurs |
| Éducation                                           | Laura Anne Jones     | En fonction depuis le 27 mai 2021  |        | Conservateurs |
| Présidente du groupe                                | Laura Anne Jones     | En fonction depuis le 12 mai 2021  |        | Conservateurs |
| Finances                                            | Peter Fox            | En fonction depuis le 27 mai 2021  |        | Conservateurs |
| Santé                                               | Russell George       | En fonction depuis le 27 mai 2021  |        | Conservateurs |
| Gouvernement local                                  | Sam Rowlands         | En fonction depuis le 27 mai 2021  |        | Conservateurs |
| Santé mentale et Bien-être Centre du pays de Galles | James Evans          | En fonction depuis le 27 mai 2021  |        | Conservateurs |
| Affaires rurales et Langue galloise                 | Samuel Kurtz         | En fonction depuis le 27 mai 2021  |        | Conservateurs |
| Justice sociale Conseiller général fantôme          | Mark Isherwood       | En fonction depuis le 27 mai 2021  |        | Conservateurs |
| Paternariat social                                  | Joel James           | En fonction depuis le 27 mai 2021  |        | Conservateurs |
| Services sociaux                                    | Gareth Davies        | En fonction depuis le 27 mai 2021  |        | Conservateurs |
| Transports et Technologie                           | Natasha Asghar       | En fonction depuis le 27 mai 2021  |        | Conservateurs |